# 長臂囊頭鮋
長臂囊頭鮋，又稱囊頭鮋，俗名為赤鮋，是輻鰭魚綱鮋形目鮋亞目囊頭鮋科的其中一種。

## 分布
本魚分布於日本至印度洋一帶海域。

## 特徵
本於身體呈紅色，背部較暗，口腔及鰓腔呈灰褐色，背鰭條上有毒腺，應注意。上頜骨無骨質棱脊，胸鰭末端達臀鰭起點上方。體長可達20公分。

## 生態
本魚生存在水深200－700公尺深的深海，為肉食性魚類，以其他魚類、甲殼類及多毛類為食。

## 經濟利用
無經濟價值，多做為下雜魚處理。